# Suezský záliv
Suezský záliv je záliv na severním konci Rudého moře. Rudé moře se na svém severním konci rozděluje díky Sinajskému poloostrovu na dvě části: Suezský záliv na západě a Akabský záliv na východě. Suezský záliv je relativně mladý (vrásového původu), přibližně 40 milionů let.Táhne se v délce asi 280 kilometrů severovýchodně a končí u Egyptského města Suezu, kde se na něj napojuje Suezský kanál. Suezský záliv mimo jiné tvoří hranici mez kontinenty Afrika a Asie.